# Кадино (Чаусский район)
Ка́дино (бел. Кадзіна) — деревня в составе Горбовичского сельсовета Чаусского района Могилёвской области Республики Беларусь.

## Население
- 2010 год — 20 человек